# بلیریک
بلیریک (به هلندی: Blerick) یک منطقهٔ مسکونی در هلند است که در فنلو واقع شده‌است. بلیریک ۲۷٬۳۳۰ نفر جمعیت دارد.